# La marrana
La marrana es una película de cine española dirigida y escrita en 1992 por José Luis Cuerda e interpretada por Alfredo Landa y Antonio Resines.

## Argumento
La película es una comedia ambientada en el reinado de los Reyes Católicos, Fernando II de Aragón e Isabel I de Castilla. La historia tiene lugar en un tiempo reciente a la finalización de la toma de Granada por las tropas cristianas (1482-1491). Concretamente se da bajo el contexto de la emisión del decreto de expulsión de los judíos de España mediante el Edicto de Granada del 31 de marzo de 1492. 
En la primera escena de la película aparece como telón de fondo el éxodo judío de las tierras castellanas. En este camino de partida, aparece Bartolomé, un pobre campesino cristiano interpretado por Alfredo Landa, que se topa con la procesión sefardita errante.
Trata de cortar el paso a una familia judía pidiendo con su vara que, a cambio de permitírselo, le den algo de comer. Estos le engañan regalándole un cesto de lo que aparentemente era comida, pero que al final resulta ser paños manchados de heces humanas. Bartolomé trata de perseguirles, pero dos alguaciles se lo impiden y hacen que siga su camino en otra dirección.
Llegada la noche, se refugia en una casa abandonada y trata de cazar una rata arrojándole una piedra, pero no atina en su dirección y maldice a Dios por tener tan mala suerte. Para colmo, se viene abajo la casa y Bartolomé tiene que salir huyendo de ella y encontrar un nuevo refugio.
Es en ese momento, oye los ronquidos de una cerda. Este impresionado, trata de matarla con un cuchillo, pero es entonces cuando aparece el otro protagonista de la película, Ruy, interpretado por Antonio Resines, y se lo impide. 
Bartolomé, sabiendo lo provechosa que puede ser la cerda para él decide engañar a Ruy haciéndole creer que es su tío y que le andaba buscando. Tras esquivar una serie de preguntas con una astucia sagaz consigue que Ruy le crea y que ambos emprendan el camino juntos. 
Es entonces cuando Ruy le revela su auténtica identidad y le dice que es un desertor del ejército cristiano que huyó durante el asedio de Granada y que ahora dirigía sus pasos hacia Portugal junto a su cerda, ya que durante su breve estancia en el campamento conoció a unos mercaderes portugueses y se quedó prendado de su forma de vida. 
Bartolomé trata de disuadirle, pero finalmente solo acaba convenciéndole de hospedarse en un convento en el que supuestamente el prior Fray Jerónimo había sido un gran amigo suyo en el pasado. Al llegar allí, Bartolomé vuelve a ingeniárselas para convencer a Fray Jerónimo de que eran grandes amigos, pero el tiempo había hecho casi no le reconociese ya. Consigue que les hospeden y les inviten a cenar tanto a él como a Ruy. 
Es durante la cena cuando el prior les cuenta el plan de la monarquía española para emprender una larga travesía que pretendía llegar a las Indias por una vía alternativa: el viaje de Cristóbal Colón. Les informa que estaban alistándose voluntarios para componer la tripulación de los navíos la Pinta, la Niña y la Santa María. Ellos deciden que sería una buena idea empezar una nueva vida allá donde les llevaran los barcos. 
Tras acabar la cena, Fray Jerónimo les presenta a otro clérigo que tiene fama de ser muy culto en el convento: Fray Juan. Este les hace una arenga religiosa sobre lo impío del acto de la fornicación a través de la prostitución y que supone una gran ofensa a Dios y un pecado mortal. Pese a ello, tras acabar la charla, no consigue hondar en la moral de Bartolomé y Ruy y, contrariamente, deciden ir al burdel de la ciudad acompañados de la cerda sin que los clérigos les descubran. 
A cambio de ocho gallinas, consiguen encamarse con dos prostitutas. Sin embargo, mientras que Ruy fornica con la suya y queda perdidamente enamorado de ella, Bartolomé se dedica a entablar insaciablemente una conversación con ella durante toda la noche, haciendo que la escena resulte bastante cómica.
Al día siguiente, Ruy decide escaparse con su nueva amada junto a Bartolomé. Idean una vida juntos tras enrolarse en las naves y ser felices durante muchos años. Pese a sus ilusiones, poco tiempo después, el propietario del burdel descubre la fuga y les prende una emboscada, consiguiendo arrebatarle a la chica. Pretende robarles también a la puerca pero Bartolomé se lo impide empuñando su cuchillo.
Llegada la noche Ruy pretende ir a rescatarla, pero Bartolomé le convence para que no lo haga asegurándole que en el lugar al que van existe una isla tan solo por las mujeres más bellas y sensuales del mundo.
Tras unos días de camino, los protagonistas conocen a un desaliñado ciego, interpretado por Agustín González, que canta en solitario acompañado por un pobre tambor. Este siente mucho desasosiego y tristeza por no conseguir poder recordar los versos llegada hora de enseñarlos en las plazas públicas. Estos le ayudan a tener confianza en sí mismo y diseñan un plan para ganar dinero con sus actuaciones. 
Llegan a un pueblo y aquí le animan a que cante, consiguiendo recordar y cantar los ansiados versos que tanto le frustraban. Allí conocen a un seductor trovador (El Gran Wyoming) que, acompañado de su laúd, le ofrece formar un dúo y recorrer los pueblos ganándose la vida de esta forma. Nuestros protagonistas tratan de formar parte del grupo, pero no son bien recibidos y tienen que marcharse.
La escena se traslada ahora al reclutamiento de tripulantes para las naves comandadas por Cristóbal Colón. La gran mayoría de estos son ladrones, fugitivos y asesinos ya que los reyes hacen la promesa de que, aquellos que se embarquen en las naves, verán purgados todos sus delitos. Uno de estos es Bartolomé de Torres, interpretado por Antonio Dechent, el cual consigue alistarse junto a otros bandidos.
Llegada la noche, Ruy, Bartolomé y la cerda llegan a una taberna y son invitados por el fugitivo Bartolomé de Torres a que beban con ellos. Después embriagarse gratuitamente a alcohol, descubren el engaño tras ser llevados por el bandido y sus hombres hasta un pequeño desfiladero y ser despeñados allí por ellos. Además, consiguen arrebatarles a la puerca, quedando los protagonistas desposeídos de su bien más preciado.
Pasados unos meses y tras recuperarse, la película nos lleva directamente al 12 de octubre de 1492, día del descubrimiento del nuevo continente. La película finaliza con una reflexión de Bartolomé diciendo que quizás ese viaje no sería tan importante y que, en el caso de que sí lo fuera, se realizarían nuevas expediciones en los que podrían embarcarse.

## Reparto
Principales
- Alfredo Landa ... Bartolomé
- Antonio Resines ... Ruy

Secundarios
- Manuel Alexandre ... Fray Jerónimo
- Fernando Rey ... Fray Juan
- Cayetana Guillén Cuervo ... Putilla
- Agustín González ... Ciego
- El Gran Wyoming ... Trovador
- Antonio Gamero ... Encargado Mancebía
- Marta Dualde ... Puta de Bartolomé
- Antonio Dechent ... Bartolomé de Torres
- Gabriel Latorre ... Judío
- Cristina Collado ... Mujer del Judío
- Paco Maestre ... Guardia I
- Julio César Acera ... Guardia II
- Mario Gallego ... Zancudo
- Juan Manuel Chiapella ... Alguacil
- Enrique Martínez ... Criado Judío
- Raquel Tudela ... Criada Judía
- Maite Jiménez ... Presa
- Raúl De la Morera ... Diego Arana
- José Luis Cuerda ... Impresor
- Alfredo Alcaín ... Magistrado
- Hans Burman ... Bartolomé García (como Hans Burmann)
- Javier Artiñano ... Javier de Artiñano
- Rafael Díaz-Salgado ... Asaltante 1
- Joaquín Collantes ... Jugador
- Fernando Almela ... Cliente
- Fernando Huici ... Soldado
- Cayetano Olaizola ... Asaltante 2
- Rodolfo Montero ... Alfonso Clavijo
- Jesús Del Olmo ... Juan de Moguer
- Fernando Menor ... Pedro Izquierdo
- Fernando Serrano ... Chahu Lequeitio

## Palmarés cinematográfico
VII edición de los Premios Goya
| Categoría        | Persona       | Resultado |
| ---------------- | ------------- | --------- |
| Mejor actor      | Alfredo Landa | Ganador   |
| Mejor fotografía | Hans Burman   | Candidato |

Y además obtuvo 2 premios & 1 nominaciones.